# Richard Boyle, 9. hrabě z Corku a Orrery
Richard Boyle, 9. hrabě z Corku a Orrery (Richard Edmund St. Lawrence Boyle, 9th Earl of Cork and of Orrery, 9th Viscount Dungarvan, 9th Viscount Boyle of Kinalmeaky, 9th Baron Boyle of Bandonbridge, 6th Baron Boyle of Marston) (19. dubna 1829 Dublin – 22. června 1904 Londýn) byl britský politik a dvořan z významného šlechtického rodu Boylů. Patřil k liberálům, ve vládách Williama Gladstona zastával dvorské funkce nejvyššího štolby a nejvyššího lovčího.

## Kariéra
Byl vnukem 8. hraběte z Corku, jeho otcem byl předčasně zemřelý Charles Boyle, vikomt Dungarvan (1800–1834). Studoval v Etonu a Oxfordu, v letech 1850–1856 byl členem Dolní sněmovny, poté zdědil rodové tituly, ve Sněmovně lordů zasedal jako baron Marston, protože hraběcí tituly platily pouze pro Irsko. V politice patřil k liberálům, v roce 1860 získal Řád sv. Patrika, v letech 1864–1904 byl lordem–místodržitelem v Somersetu. V liberálních vládách zastával dvorské posty nejvyššího lovčího (1866 a 1880–1885) a nejvyššího královského štolby (1886 a 1894–1895), od roku 1866 byl též členem Tajné rady. V roce 1882 zastupoval 2. hraběte Granville ve funkci předsedy Sněmovny lordů. V letech 1889–1899 byl pobočníkem královny Viktorie.
Jeho manželkou byla od roku 1853 Emily de Burgh (1828–1912), dcera 1. markýze z Clanricarde. Titul hrabat z Corku a Orrery zdědili postupně dva synové Charles (1861–1925) a Robert (1864–1934), oba zemřeli bez potomstva a v roce 1934 rodové tituly převzal admirál William Boyle, 12. hrabě z Corku a Orrery (1873–1967). Dcera Dorothy (1858–1938) byla manželkou ministra kolonií a námořnictva Waltera Longa.